# Sigifredo Mercado
Pour les articles homonymes, voir Mercado.
Sigifredo Mercado Sáenz est un footballeur mexicain né le 21 décembre 1968 à Toluca. Il évoluait au poste de milieu de terrain.

## Biographie
International mexicain, il reçoit 21 sélections en équipe du Mexique de 1998 à 2002. 
Il fait partie de l'équipe mexicaine lors de la Coupe du monde 2002. Il remporte la Gold Cup 1998 avec l'équipe du Mexique.

## Carrière
- 1987-1990 :  Ángeles de Puebla
- 1990-1996 :  Club León
- 1996-1997 :  Deportivo Toluca
- 1997-1999 :  CF Puebla
- 1999-2002 :  Club León
- 2002 :  CF Atlas
- 2002-2004 :  Club León
- 2004-2005 :  CF Puebla[2],[3]

## Palmarès

### En sélection
- Vainqueur de la Gold Cup 1998 avec l'équipe du Mexique
- Finaliste de la Copa América 2001 avec l'équipe du Mexique